# Açoriano Oriental
O Açoriano Oriental MH IH é um periódico diário açoriano, publicado na ilha de São Miguel. Fundado em 1835, é o mais antigo jornal em circulação em Portugal e um dos dez mais antigos de todo o mundo em publicação contínua e regular com o mesmo nome.

## História
Quatro meses antes da fundação do Açoriano Oriental havia sido promulgada a primeira lei de liberdade de imprensa em Portugal.
Fundado em 1835, teve a sua primeira edição publicada em 18 de Abril de 1835. Teve como editor José Maria da Câmara Vasconcelos até à edição 60.ª, seguindo-se-lhe seu irmão Manuel António de Vasconcelos, nascido no Solar dos Vasconcelos, Lomba Grande na Bretanha (conhecido actualmente como Pilar da Bretanha), uma personalidade em que o político e o jornalista apareciam associados e confundidos numa mesma vocação de serviço público e comunitário. Era um liberal e um vigoroso defensor dos seus princípios e a fundação do novo jornal inscrevia-se, sem margem para equívocos, nas lutas políticas que se travavam a nível nacional. Este jornalista estabeleceu, já no primeiro número do novo periódico, o que hoje se chamaria de «estatuto editorial», e que ainda hoje é considerado, pelo seu vigor e sobriedade, uma notável peça jornalística. A partir da edição 70.ª foi Francisco Xavier Correia o editor principal, tendo sido seguido no cargo por Frederico Jacome Correia e por F. J. P. de Macedo.
Merece ser recordado o nome de Manuel Ferreira de Almeida que, ao longo de trinta anos e com grandes sacrifícios pessoais manteve o jornal sempre em publicação até que, em meados da década de 1960 foi adquirido pela Impraçor e, em 1 de janeiro de 1979 passou a jornal diário.
Em Novembro de 1996, o Açoriano Oriental foi integrado na empresa Açormedia constituída a partir dos accionistas da Impraçor, aos quais se juntou o Grupo Lusomundo, que detém a maioria do capital.
Foi-lhe concedido em 1989 o título de Membro Honorário da Ordem do Infante D. Henrique.[carece de fontes?]